# Schuitbekreiger
De schuitbekreiger (Cochlearius cochlearius) is een reiger die voorkomt in Centraal-Amerika. De vogel wordt ook wel "Lepelbekreiger" genoemd.

## Kenmerken
De schuitbekreiger is een 45-50 cm grote donkerbruine vogel met een brede, afgeplatte snavel (hieraan heeft hij zijn naam te danken) en een opvallende zwarte kuif. De kop is bijna zwart met witte wangen, de keel en de borst zijn lichtbruin tot lichtgeel van kleur. De vleugels, buik en staart hebben een grijze kleur.

## Gedrag
Overdag slaapt de schuitbekreiger in schaduwrijke bomen. 's Nachts komt hij tevoorschijn om dieren als vissen, garnalen en ongewervelde waterdieren te vangen. Er zijn meerdere jachtmethoden: de reiger loopt langzaam door het water, hij wacht ineengedoken op een prooi of de snavel wordt gebruikt als een soort schep. De roep van de schuitbekreiger is te vergelijken met die van een kikker.

## Voortplanting
De broedtijd van de vogel is veelal in het regenseizoen. Het vrouwtje legt dan één tot vier eieren. De kleur van de eieren varieert van lichtgroen tot lichtblauw. De eieren komen na ongeveer 26 dagen uit. Zowel het mannetje als vrouwtje bouwen het nest, broeden de eieren uit en voeren de jongen. Na een kleine maand vliegen de jonge vogels uit. De schuitbekreiger broedt zowel in kolonies als solitair.

## Leefomgeving
De vogel komt voor in Centraal-Amerika en het noordelijk deel van Zuid-Amerika. Hij is te vinden in wetlands, moerassen, mangroves, rondom zoetwater meren, bij brakke wateren en aan de kust. Een van de locaties waar de vogel vaak te vinden is, is in het Caño Negro-reservaat te Costa Rica.
De soort telt vijf ondersoorten:
- C. c. zeledoni: westelijk Mexico.
- C. c. phillipsi: oostelijk Mexico en Belize.
- C. c. ridgwayi: van zuidelijk Mexico tot Honduras.
- C. c. panamensis: Costa Rica en Panama.
- C. c. cochlearius: noordelijk en centraal Zuid-Amerika.

## Status
De grootte van de populatie is in 2008 geschat op 0,5-5,0 miljoen individuen. Op de Rode lijst van de IUCN heeft deze soort de status niet bedreigd.

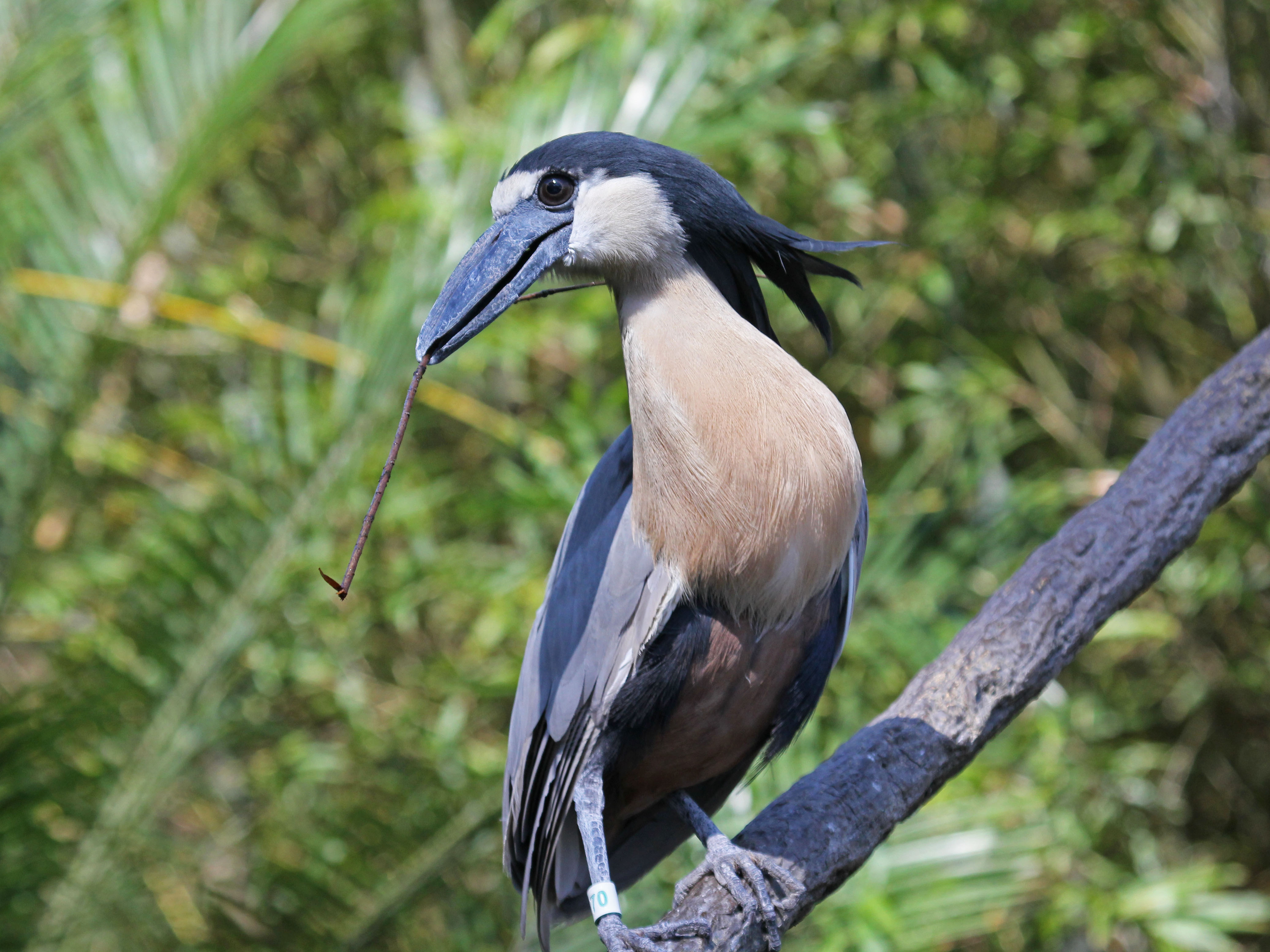
In Jacksonville Zoo, Florida
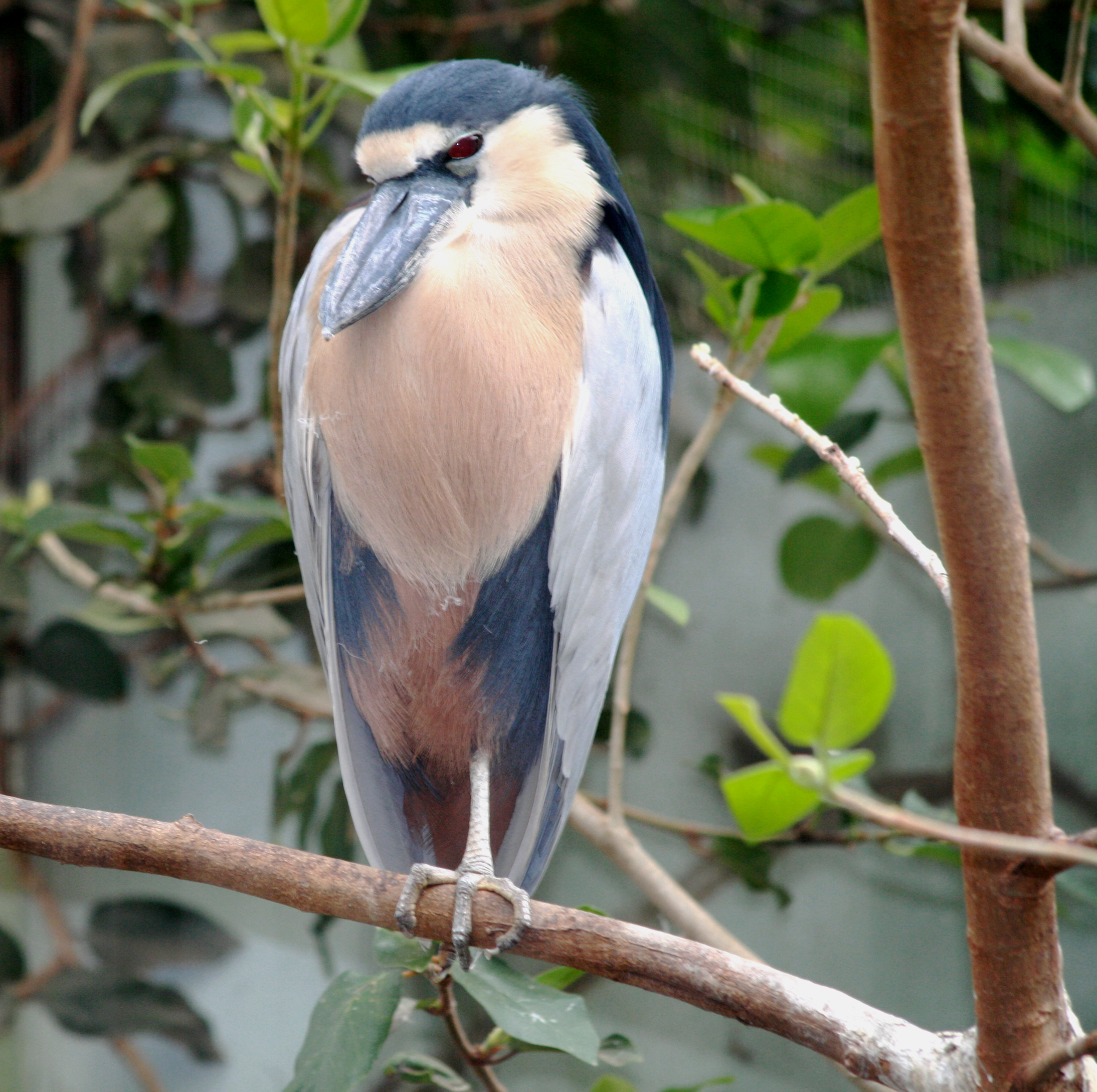
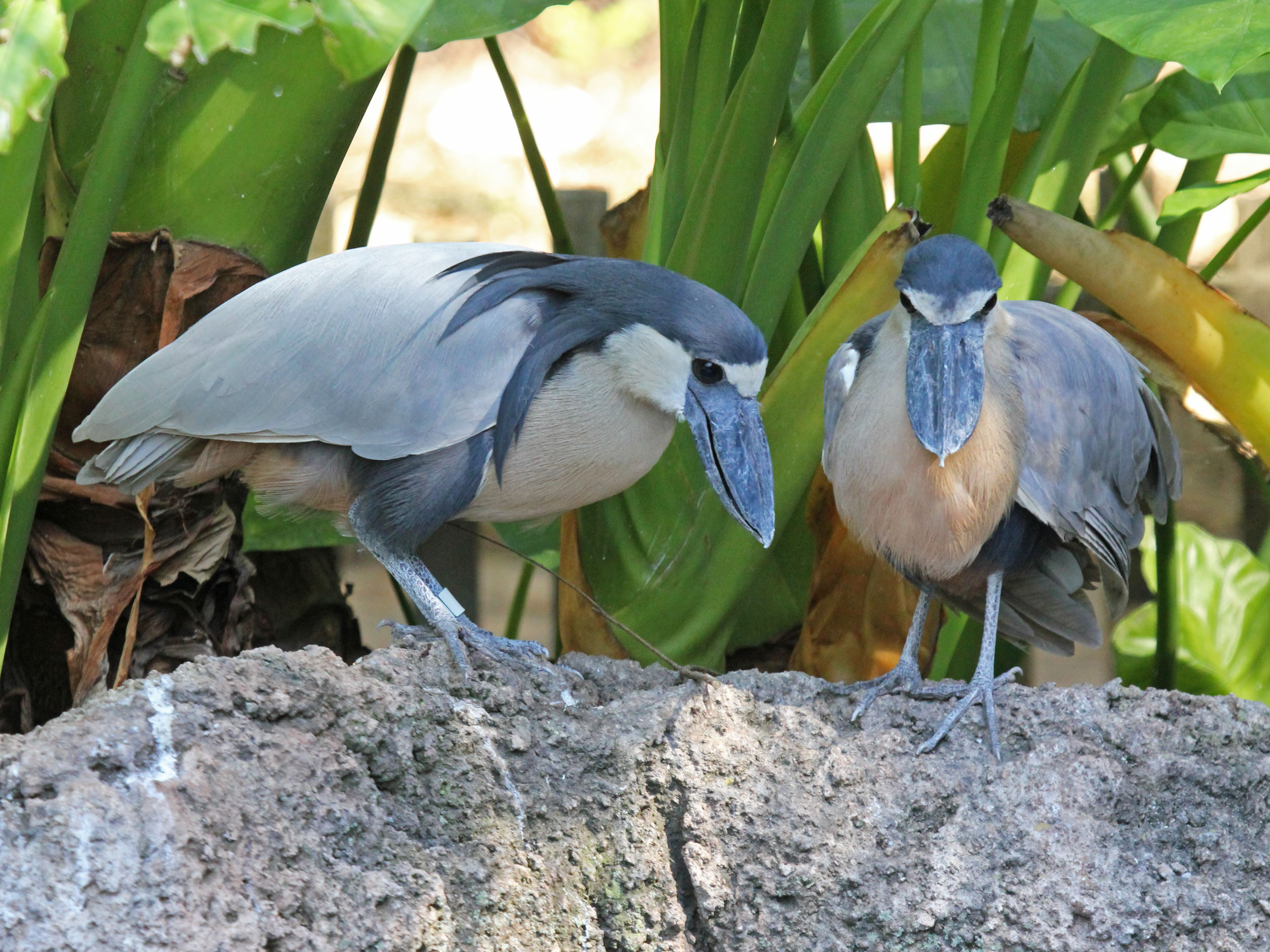
In Jacksonville Zoo, Florida
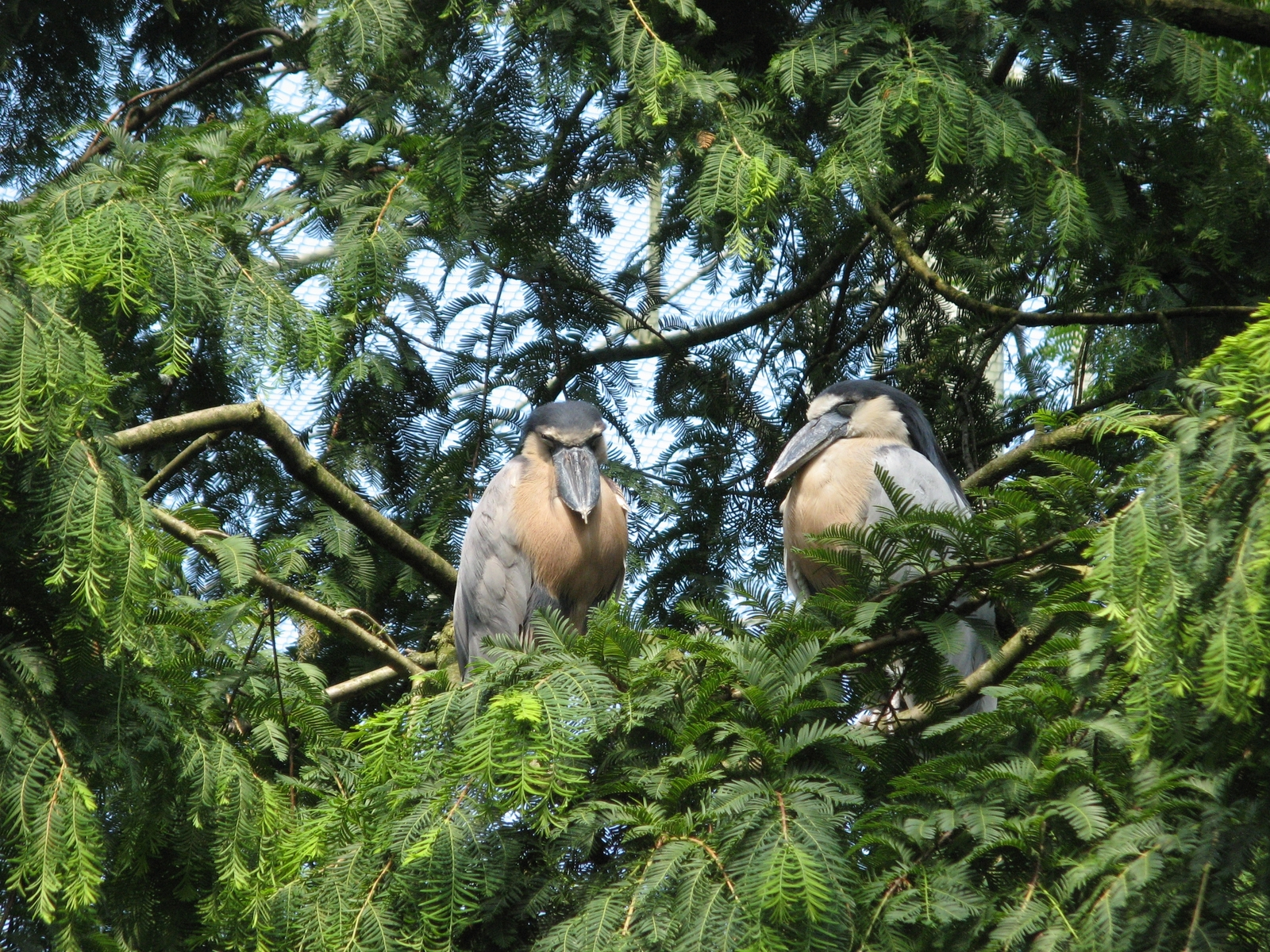
In Dierenpark Emmen